# Jim and Jean
Jim and Jean est un duo américain de musique folk composé de Jim Glover et Jean Ray.